# هادزول، یورک‌شر شمالی
هادزول (به انگلیسی: Hudswell) یک روستا و محله مدنی در بریتانیا است که در ریچموندشر واقع شده‌است. هادزول ۳۵۳ نفر جمعیت دارد.